# المپیاس
المپیاس یا اولومپیاس (به یونانی: Ὀλυμπιάς) ؛ (زاده ۳۷۵ – درگذشته ۳۱۶ پیش از میلاد) شاهزادهٔ اپیروس، دختر نئوپتولموس یکم، همسر چهارم فیلیپ دوم مقدونی و مادر اسکندر بزرگ بود. او از معتقدین به فرقهٔ مارپرستان می‌گسار در مراسم آیینی دیونوسوسی بوده و بنابر اظهارات پلوتارک وی احتمالاً با مارها همبستر می‌شده است.

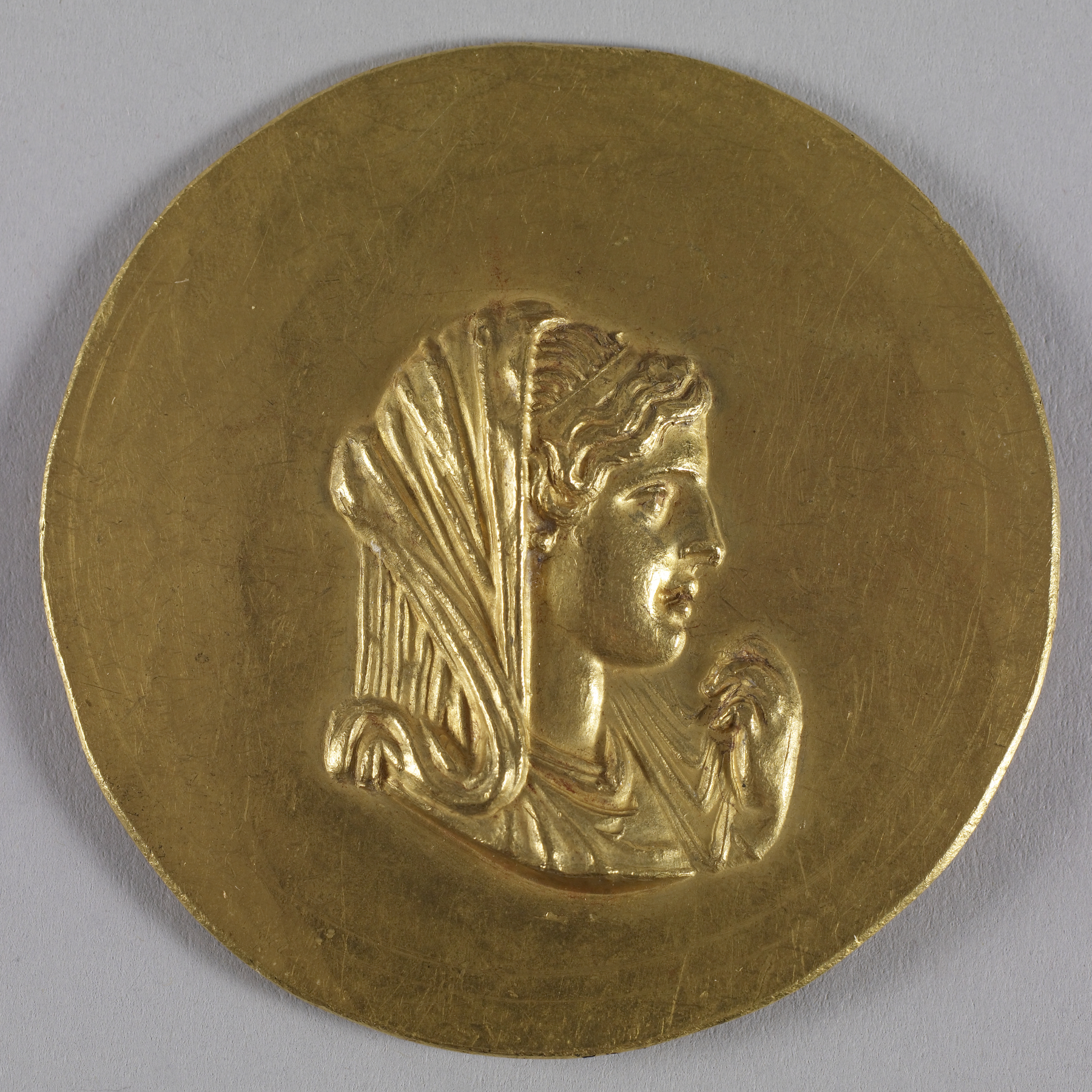
نشان سلطنتی روم منقش به چهرهٔ المپیاس: بخشی از زنجیره‌ای متعلق به امپراتور کاراکالا در قرن سوم میلادی که امپراتور را از نوادگان اسکندر بزرگ نشان می‌داد.

## نام و نسب
المپیاس دختر نئوپتولموس یکم، شاه قبیلهٔ مولوسیا در اپیروس، و خواهر الکساندر یکم بود. خانوادهٔ او به خاندان آیاکیدای تعلق داشت. خاندان آیاکیدای از محترم‌ترین خاندان‌های اپیروس به شمار می‌آمد و مدعی بود که نسبش به نئوپتولموس، پسر آشیل، می‌رسد. ظاهراً نام اصلی المپیاس، پولوکسِنا بوده اما پیش از ازدواج با فیلیپ دوم مقدونی و در پی آشنایی‌اش با آیین مرموز و ناشناخته‌ای، به مورتاله تغییر نام داده‌است.
المپیاس سومین نامی بود که وی خود را بدان نامید و احتمالاً به سبب پیروزی فیلیپ در بازی‌های المپیک سال ۳۵۶ پیش از میلاد بوده‌است. همچنین او استراتونیکه نیز خوانده شده‌است که احتمالاً لقبی بوده که پس از پیروزی بر ائورودیکه در سال ۳۱۷ پیش از میلاد به انتهای نام خود افزوده‌است.

## ازدواج با فیلیپ
نئوپتولموس یکم در سال ۳۶۰ پیش از میلاد درگذشت و برادرش، آرومباس، جانشین او شد. در سال ۳۵۸ پیش از میلاد آرومباس با شاه جدید مقدونیه، فیلیپ دوم، پیمان دوستی و اتحاد بست و مولوسیایی‌ها متحد مقدونیان شدند. یک سال بعد آرومباس برای تحکیم این اتحاد، برادرزاده‌اش، المپیاس، را به ازدواج فیلیپ درآورد و بدین ترتیب المپیاس ملکهٔ مقدونیه شد.

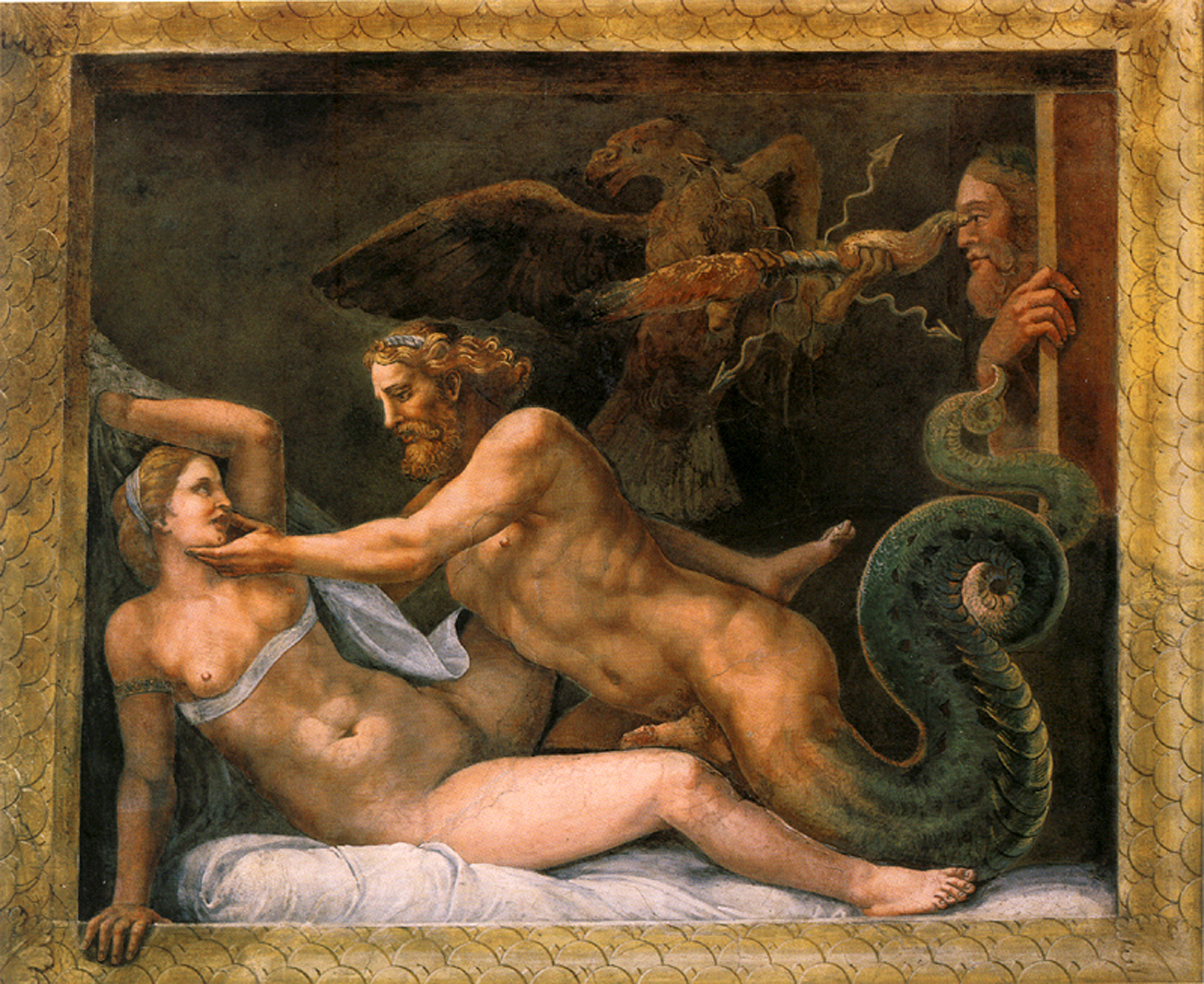
زئوس در حال اغوای المپیاس. نقاشی بر روی دیوار اثر جولیو رومانو

سال بعد، اسب فیلیپ برندهٔ مسابقات المپیک شد و به همین سبب همسرش که تا آن زمان مورتاله نامیده می‌شد، به المپیاس تغییر نام داد. در تابستان همان سال، المپیاس اولین فرزندش، اسکندر، را زاد. مردم یونان باستان عقیده داشتند که زایش مردان بزرگ همراه با بروز نشانه‌هایی خاص است. پلوتارک در این باره می‌نویسد که شب پیش از شب زفاف، المپیاس خواب می‌بیند که صاعقه‌ای که به رحمش اصابت می‌کند و آتشی را می‌افروزد که زبانه‌هایش دور و نزدیک را در بر می‌گیرند و سپس خاموش می‌شود. پس از ازدواج، فیلیپ خواب می‌بیند که مُهری بر رحم زنش قرار می‌دهد که تصویر یک شیر بر آن نقش بسته‌است. تفسیر آریستاندر از این خواب‌ها چنین بوده که المپیاس آبستن پسری خواهد شد که سرشتی جسور و شیرمانند دارد. افزون بر اسکندر، فیلیپ و المپیاس صاحب دختری به نام کلئوپاترا نیز شدند.
زندگی زناشویی فیلیپ و المپیاس پرآشوب دنبال می‌شد. تندخویی فیلیپ و حسادت‌های المپیاس منجر به کناره‌گیری آن دو از یکدیگر شده بود. در سال ۳۳۷ پیش از میلاد که فیلیپ با نجیب‌زاده‌ای مقدونی به نام کلئوپاترا ائورودیکه ازدواج کرد، اوضاع به مراتب وخیم‌تر شد و تنشی عمیق مابین فیلیپ، المپیاس و اسکندر پدید آمد. اسکندر که جانب مادرش را گرفته بود او را نزد برادرش، الکساندر یکم اپیروس، به کاخ مولوسیا برد.
در سال ۳۳۶ فیلیپ در پی تحکیم روابطش با الکساندر یکم، دخترش از المپیاس را برای ازدواج به الکساندر پیشنهاد داد. این امر موجب منزوی‌تر شدن المپیاس می‌گشت زیرا که دیگر به حمایت برادرش نیز نمی‌توانست دل خوش کند. اما در مراسم ازدواج کلئوپاترا با الکساندر، فیلیپ توسط پاوسانیاس، سردستهٔ محافظانش، به قتل رسید و المپیاس به مقدونیه بازگشت. گمان می‌رود المپیاس در ماجرای قتل فیلیپ دست داشته باشد یا حداقل از آن پشتیبانی کرده باشد.